# Vorticella campanula
Vorticella campanula ist ein Einzeller aus der Familie der Glockentierchen (Vorticellidae). Die Art ist in nur gering verschmutzten Gewässern anzutreffen, wo sie an Wasserpflanzen und Tieren festgeheftet lebt. Sie ernährt sich von Bakterien.

## Merkmale
Vorticella campanula ist 50 bis 150 Mikrometer groß und glockenförmig. Die Peristomscheibe hat einen Querdurchmesser, der dem 0,75 bis 1,25-fachen der Körperhöhe entspricht. Der Stiel ist bis 700 Mikrometer lang und mit einer Breite von 8 bis 12 Mikrometer relativ dick. Er kontrahiert sich in Spiralen. Die Art bildet keine Kolonien.